# Келтик-рок
Келтик-рок (англ. Celtic rock) — поджанр фолк-рока и форма келтик-фьюжна, включающая мелодии и инструменты кельтской музыки в контекст рок-музыки. Келтик-рок был чрезвычайно плодовитым течением 1970-х гг. и сыграл важную роль в популяризации кельтской культуры.

## Ирландия
Уже к концу 1960-х сложилась сцена ирландского рока, самой успешной участницей которой была группа Thin Lizzy. Два первых альбома Lizzy содержали элементы ирландской народной музыки, а рок-версия ирландской народной песни «Whiskey in the Jar», выпущенная в 1972 году, стала первым хитом группы. С этого момента группа направилась в сторону хард-рока, однако вернулась к келтик-року на более поздних работах, как, например, альбом Jailbreak (1976).
Термин «келтик-рок» впервые употребили в отношении ирландской группы Horslips, сформированной в 1970 году. Horslips считают важным представителем ирландского рока, поскольку они были первой успешной группой не покидавшей своей страны и ставшей шаблоном для многих других групп, как, например, Moving Hearts. Бывшая фолк-группа Clannad стала использовать электрические инструменты и нью-эйджевый саунд в начале 1980-х гг.

## Шотландия
В Шотландии на волне популярности электрик-фолка возникли группы JSD Band и Spencer’s Feat, последняя из которых впоследствии превратилась, возможно, в наиболее успешную группу жанра — Five Hand Reel. Две из самых успешных групп 1980-х появились из сферы шотландских кейли-бэндов. Группа Runrig приступает к выпуску альбомов, начиная с коммерчески успешного дебютного альбома Play Gaelic (1978). С 1980-х группа Capercaillie комбинирует шотландскую музыку, электрические инструменты и женский вокал, достигая значительного успеха. В то время как великая хайлендская волынка стала важным элементом шотландского фолка, она гораздо реже встречается у исполнителей келтик-рока, однако была успешно интегрирована в звучание группы Wolfstone с 1989 года. Альбом The Crossing (1983) группы Big Country славится тем, что звучание волынки на нём имитируется гитарным электронным смычком (en:EBow).

## Бретань
Ведущий бретонский арфист Алан Стивелл с 1960-х гг. смешивает элементы фолк-музыки из различных кельтских регионов. С 1972 года он переходит на келтик-рок. Один из участников его группы, Габриэль Якуб, в 1973 году формирует группу Malicorne, одну из самых успешных келтик-рок-групп Франции. Другой участник, Дэн Ар Браз, поиграв в составе Fairport Convention в 1976 году, формирует группу Heritage des Celts, пробившуюся во французский мейнстрим в 1990-х гг. 
Безусловно, самой известной келтик-рок-группой, побившей все рекорды долголетия на французской рок-сцене, являются Tri Yann из Нанта. Группа, основанная тремя музыкантами по имени Жан (по-бретонски Yann) в 1970 году, активно выступала и выпускала альбомы на протяжении 50 лет, до 2021 года. C 1998 по 2006 существовала бретонская панк-рок группа Tri Bleiz Die. С 1995 года (с перерывом в 2008-2016 г.г.) новые стандарты бретонского рока задает команда Matmatah из Бреста.

## Прочие регионы
К исполнителям келтик-рока из прочих регионов относятся:
- Rawlins Cross (Канада)
- Seven Nations (США)
- Mabon (Уэльс)